# Distretto di Quissanga
Il distretto di Quissanga è un distretto del Mozambico di 35.192 abitanti, che ha come capoluogo Quissanga.

## Geografia antropica

### Suddivisioni amministrative
Il distretto è suddiviso in tre sottodistretti amministrativi (posti amministrativi), con le seguenti località:
- Sottodistretto di Quissanga
- Sottodistretto di Bilibiza:
  - Ntapuate
  - Tororo
- Sottodistretto di Mahate:
  - Cagembe
  - Namaluco